# Natalia Ginzburgová
Natalia Ginzburgová, rodným jménem Natalia Leviová (14. červenec 1916 Palermo – 7. říjen 1991 Řím) byla italská spisovatelka. Ve společenskokritických prózách zobrazovala rozklad etických vzorců a rodinných svazků v moderní společnosti. Získala za ně i cenu Strega, nejvýznamnější italské literární ocenění.

### Prózy
- La strada che va in città (1942)
- È stato così (1947)
- Tutti i nostri ieri (1952)
- Valentino (1957)
- Sagittario (1957)
- Le voci della sera (1961)
- Le piccole virtù (1962)
- Lessico famigliare (1963)
- Mai devi domandarmi (1970)
- Caro Michele (1973)
- Vita immaginaria (1974)
- La famiglia Manzoni (1983)
- La città e la casa (1984)

### Divadelní hry
- Ti ho sposato per allegria (1965)
- L'Inserzione (1969)
- La segretaria (1969)